# Ostaševica špilja
Ostaševica špilja este o arie protejată (sit de importanță comunitară — SCI) din Croația întinsă pe o suprafață de 0,78 ha, integral pe uscat.

## Localizare
Centrul sitului Ostaševica špilja este situat la coordonatele 42°44′56″N 17°32′40″E / 42.749024°N 17.544508°E.

## Înființare
Situl Ostaševica špilja a fost declarat sit de importanță comunitară în iulie 2013 pentru a proteja 3 specii de animale.

## Biodiversitate
Situată în ecoregiunea mediteraneană, aria protejată conține 1 habitat natural: Peșteri inaccesibile publicului.
La baza desemnării sitului se află mai multe specii protejate de  mamifere (3): liliac cu aripi lungi (Miniopterus schreibersii), liliac cu picioare lungi (Myotis capaccinii), liliacul mic cu potcoavă (Rhinolophus hipposideros).